# Победа (фрегат, 1782)
«Победа» («Тринадцатый», «Матвей Евангелист») — парусный 44-пушечный фрегат Азовского, а затем Черноморского флота Российской империи.

## Описание фрегата
Парусный 44-пушечный фрегат. Длина судна составляла 39 метров, ширина по сведениям из различных источников составляла от 10,2 до 10,5 метра, а осадка — 3,6 метра. Первоначальное вооружение судна состояло из двадцати восьми 12-фунтовых, двенадцати 6-фунтовых и четырех 3-фунтовых орудий. В 1788 году фрегат был переоборудован в «новоизобретенный» 40-пушечный фрегат с увеличением калибра орудий до 18 фунтов.

## История службы
Фрегат был заложен на Гнилотонской верфи 24 июля 1778 года и после спуска на воду в 1782 году вошёл в состав Азовского Флота под названием «Тринадцатый». Строительство вели корабельные мастера О. Матвеев и Юхарин.
В 1782 году перешёл с Дона в Таганрог, а затем в Керчь. 26 апреля 1783 года вышел из Керчи в составе эскадры вице-адмирала Ф. А. Клокачёва, а 2 мая прибыл в Ахтиарскую бухту. Был включен в состав Черноморского флота с переименованием 18 мая в «Победу». Осенью 1783 года выходил в крейсерство к берегам Крыма, а 1785 и 1787 годах — в практические плавания в Чёрное море в составе отрядов и эскадр.
Принимал участие в русско-турецкой войне 1787—1791 годов. 31 августа 1787 года в составе эскадры контр-адмирала графа М. И. Войновича вышел из Севастополя на поиск турецких судов. Попав 8 сентября в сильный пятидневный шторм у мыса Калиакра, отбился от эскадры, потерял грот-мачту и вынужден был вернуться в Севастополь, куда прибыл к 21 сентября.
18 июня 1788 года вновь вышел из Севастополя в составе эскадры графа М. И. Войновича, а 30 июня у Очакова русская эскадра наткнулась на турецкий флот, который пошёл к югу. Суда эскадры Войновича двинулись параллельным курсом. 3 июля 1788 года принимал участие в сражении у Фидониси. После сражения суда эскадры до 6 июля маневрировали, с целью не подпустить турецкий флот к берегам Крыма, а к 19 июля вернулись в Севастополь. 24 августа корабли эскадры вновь вышли в море, но из-за сильного шторма вынуждены были к 27 августа вернуться в Севастополь. Со 2 по 19 ноября в составе той же эскадры принимал участие в крейсерстве у мыса Тендра, но суда противника обнаружены не были и эскадра вернулась обратно. В том же году фрегат был переоборудован в «новоизобретенный» 40-пушечный фрегат с увеличением калибра орудий до 18 фунтов и получил новое имя «Матвей Евангелист».
С 18 сентября по 4 ноября 1789 года в составе эскадр Ф. Ф. Ушакова и М. И. Войновича трижды выходил в море к мысу Тендра, Гаджибею и устью Дуная, но турецкий флот избегал встреч с русскими эскадрами.
С 1790 года находился в Севастополе, а после 1791 года был разобран.

## Командиры фрегата
Командирами судна в разное время служили:
- М. И. Чефалиано (1782—1783 годы).
- П. С. Овсянников (1787 год).
- Ф. Я. Заостровский (1788—1789 годы).
- Г. С. Карандино (1790 годы).